# Sydney Parkinson
Sydney Parkinson ( ca. 1745 - 26 de enero de 1771) fue un cuáquero, naturalista, ilustrador botánico y artista de la historia natural escocés.
Fue empleado del científico Joseph Banks para explorar con él en la primera expedición de James Cook al Pacífico, en 1768. Rápidamente, Parkinson realiza más de mil dibujos de flora y fauna colectadas por Banks y por Daniel Solander durante la travesía. Para trabajar lo hacía en condiciones precarias, viviendo y dibujando en un pequeño camarote rodeado de centenares de especímenes. En Tahití soportaba odiando las bandadas de mosquitos, que también ensuciaban las pinturas.
Falleció el 26 de enero de 1771 en altamar, en el océano Índico, poco después de dejar la isla de Java. Probablemente murió de disentería, enfermedad que afectaba a una gran parte de la tripulación y que fue contraída al ingerir agua contaminada subida a bordo durante el aprovisionamiento en Batavia.

## Honores

### Eponimia

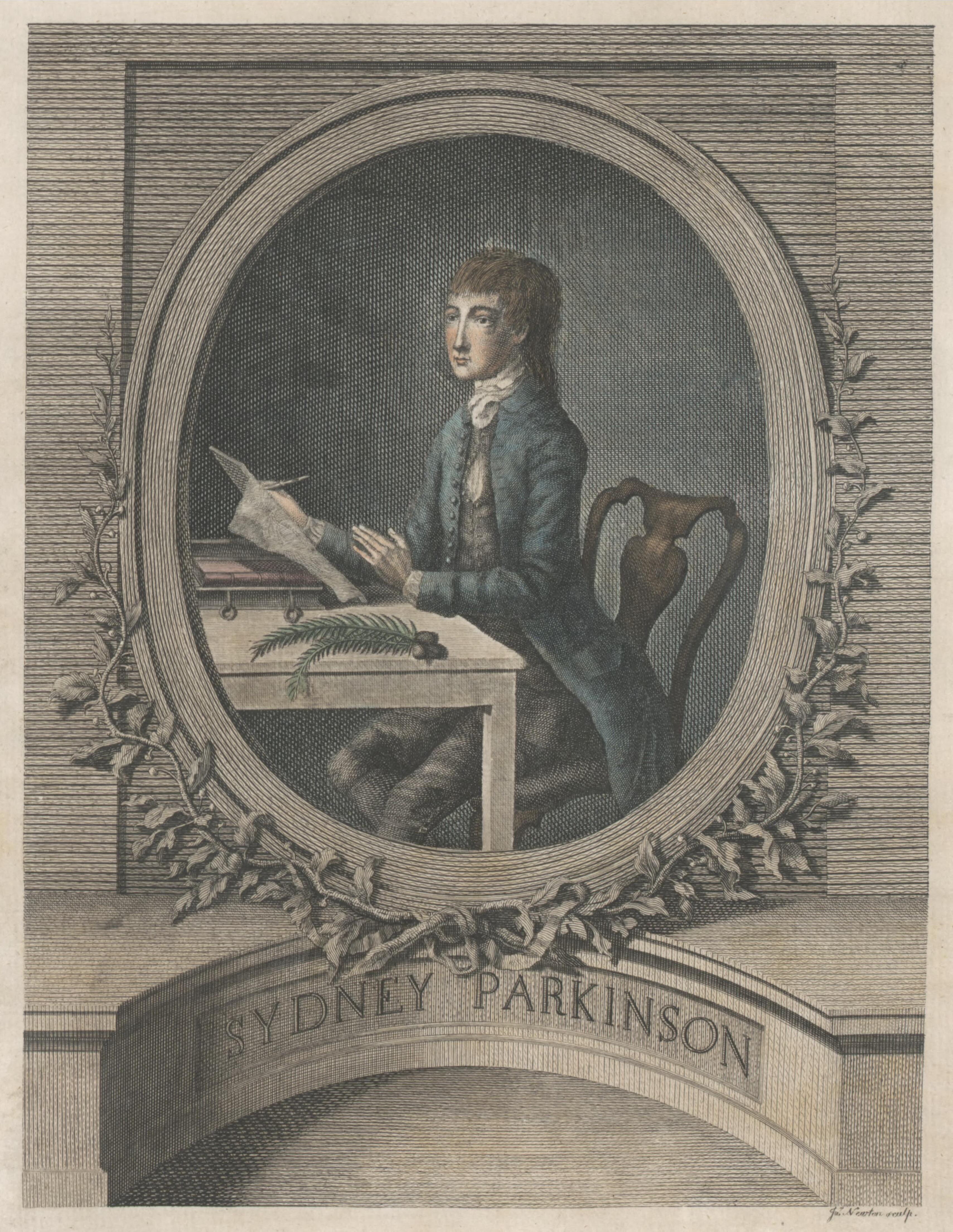
Grabado de Sydney Parkinson.

Parkinson es conmemorado en el nombre común y científico del "petrel de Parkinson" Procellaria parkinsoni. El inmenso Florilegium de su obra se publica finalmente en 1988 por Ed. Históricas Alecto en 35 volúmenes y ha sido digitalizada por el "Museo Natural de Historia de Londres.
Los siguientes son algunos ejemplos de la obra artística de Parkinson:

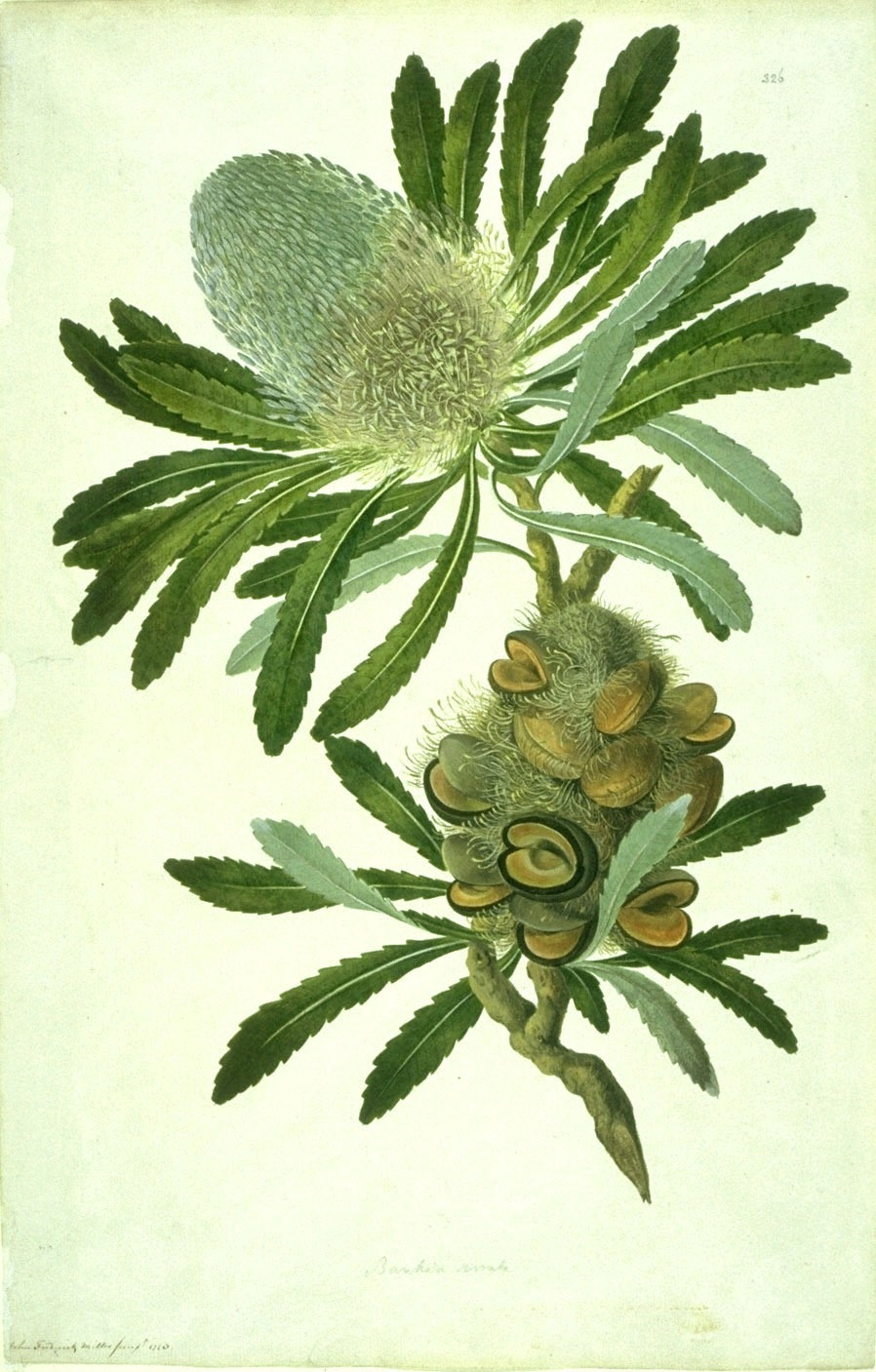
Banksia serrata
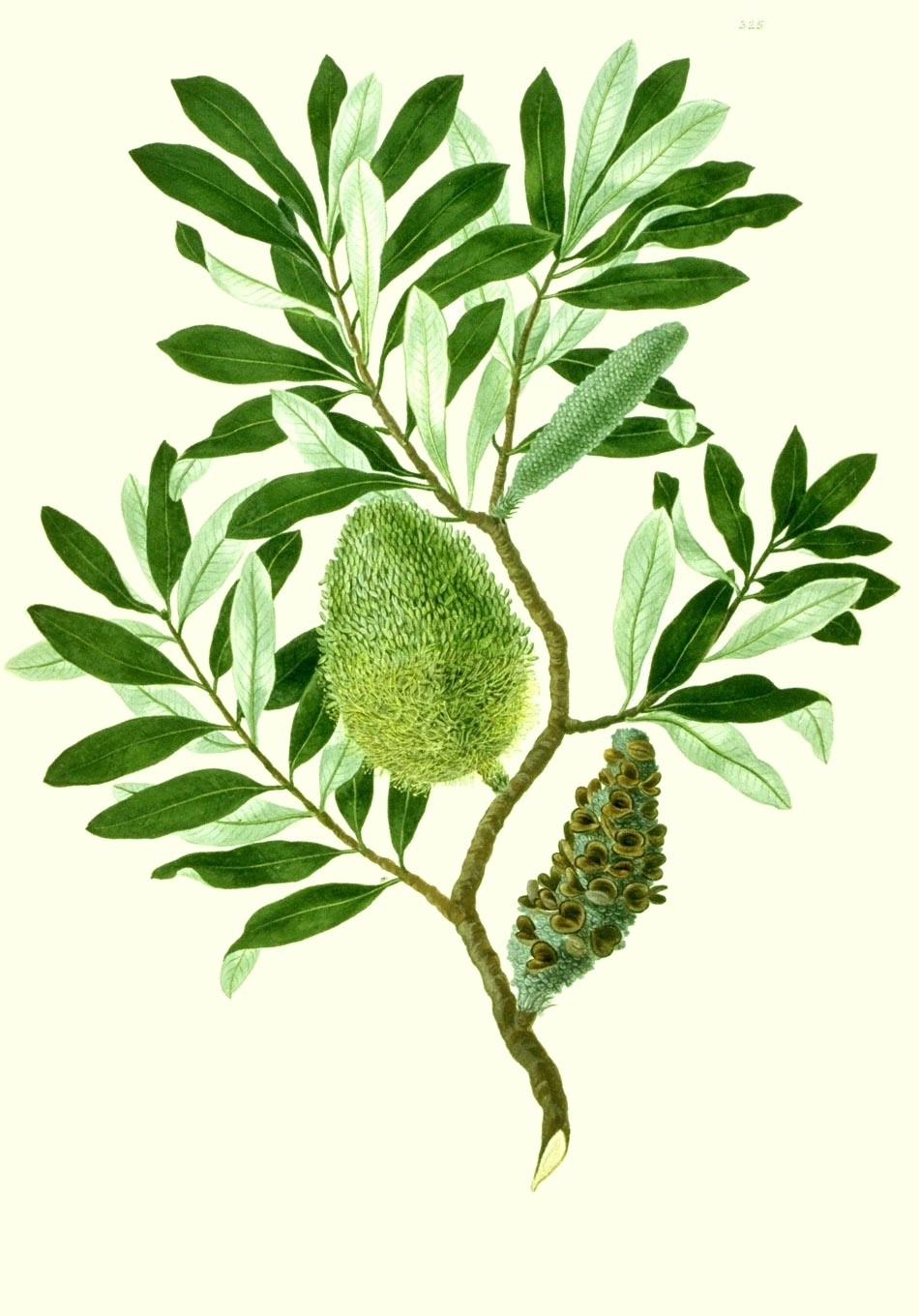
Banksia integrifolia
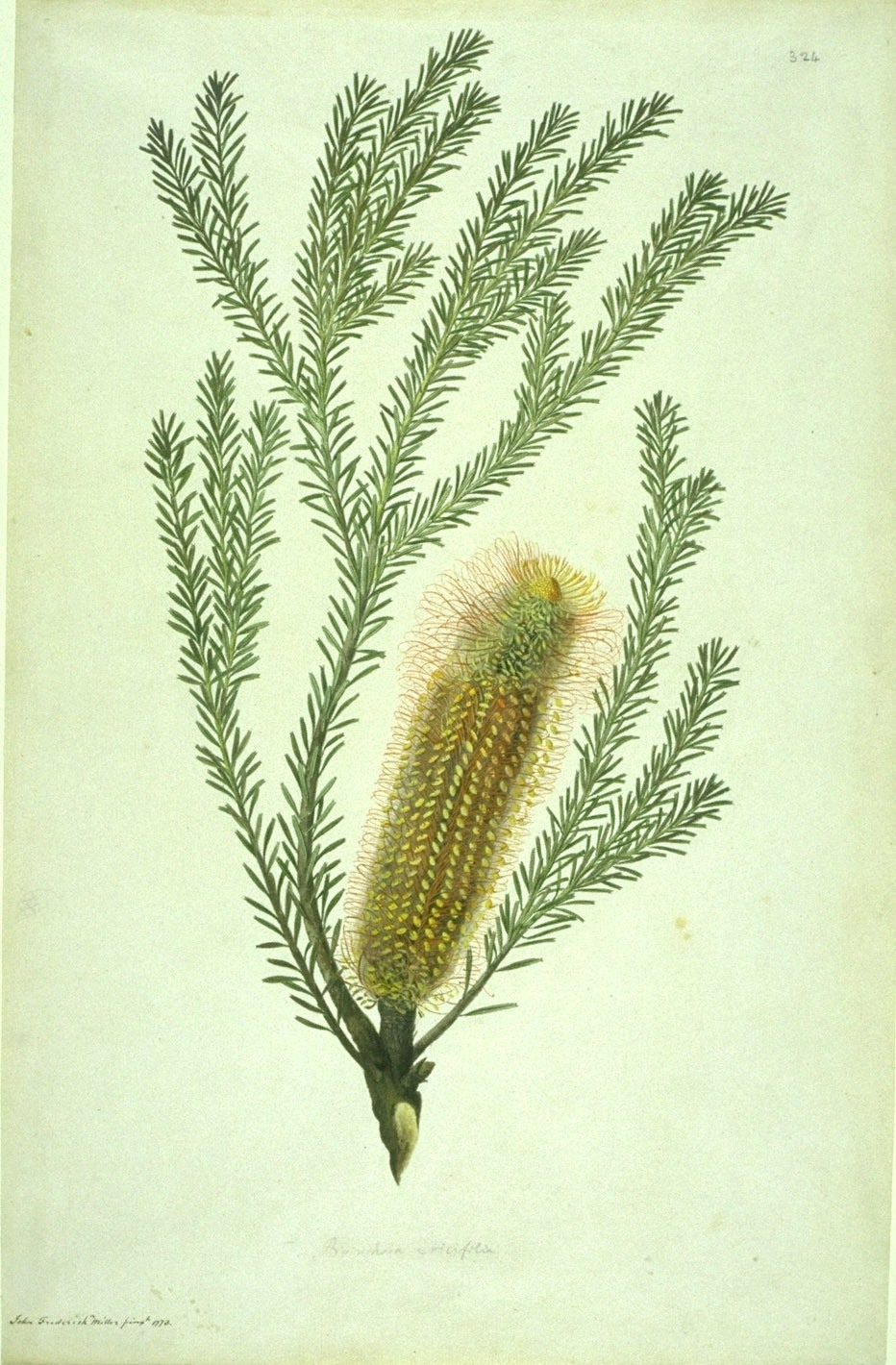
Banksia ericifolia
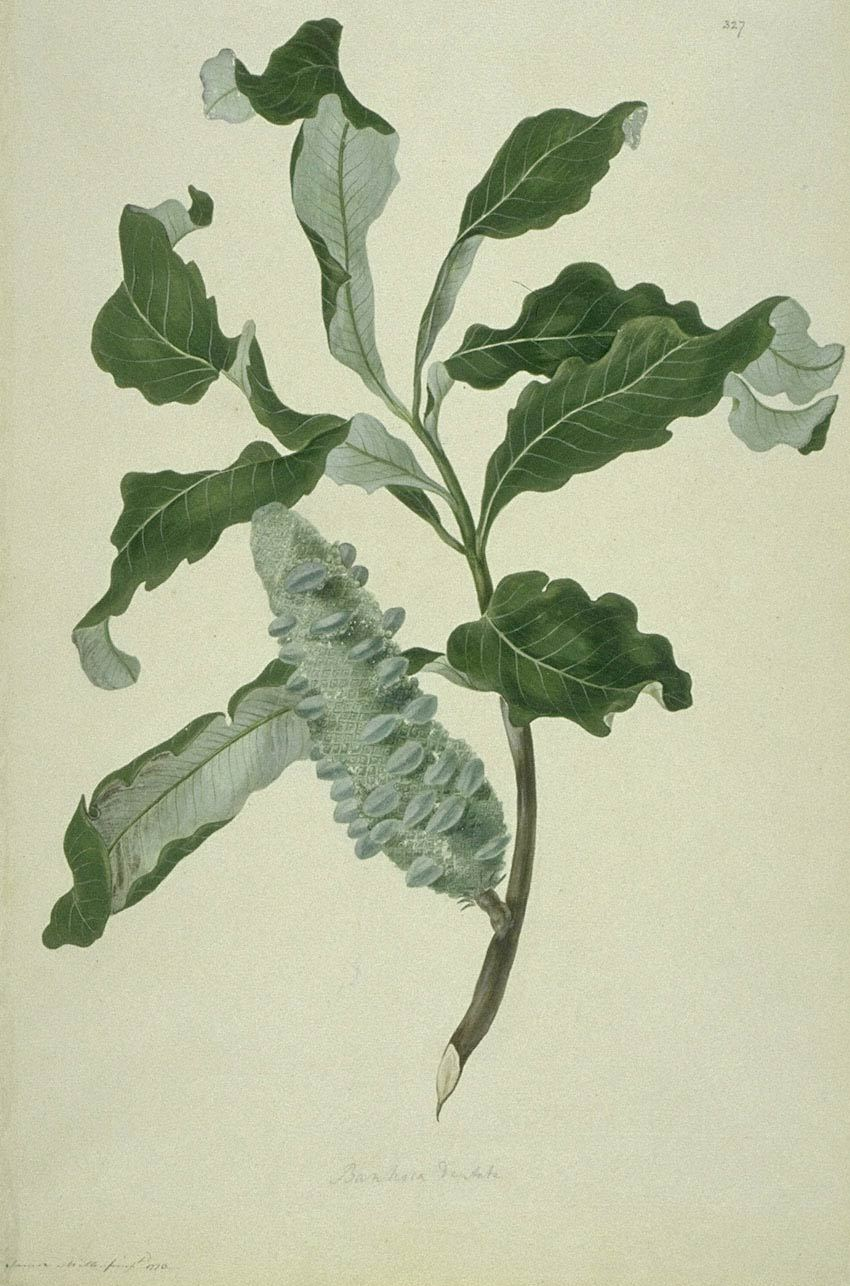
Banksia dentata